# إتش تي سي ديزاير سي
هاتف HTC Desire C بنظام أندرويد هاتف ذكي مصنع من شركة اتش تي سي

## روابط خارجية
- مواصفات HTC Desire C